# Margaréta (Így jártam anyátokkal)
A Margaréta az Így jártam anyátokkal című televízió-sorozat kilencedik évadjának huszadik epizódja. Eredetileg 2014. március 10-én vetítették az Egyesült Államokban, míg Magyarországon egy hónappal később, 2014. április 21-én.
Ebben az epizódban Marshall Ted és Barney segítségét kéri, hogy rájöjjenek, hol járt Lily az előző éjjel. Közben Robin anyja összegyűjti az exférje legrosszabb tulajdonságait, amik kísértetiesen emlékeztetnek Barneyéra.

## Cselekmény
Vasárnap délután 2 óra van, 4 órával az esküvő előtt. Robin izgatott, mert az anyja végül mégis eljött, úgy is, hogy egyébként fél a repüléstől. Genevive elkezdi Barneyról kérdezgetni, és közben Robin apját emlegeti fel, akinek, hogy, hogy nem, éppen olyan tulajdonságai vannak, mint Barneynak, ami kissé elkezdi frusztrálni.
Eközben Marshall összehívja Tedet, Barneyt, és Billy Zabkát, és megvallja nekik, hogy bűntudata van amiatt, hogy nem költöznek Olaszországba – ugyanakkor nem érti, Lily hogy gondolta meg magát, amikor az éjjel távol volt. Zabka látta, hogy egy kocsival távozott, ami a Kapitány tulajdonát képezi. Így aztán Ranjit kíséretében odamennek, ahol először Beckyvel találkoznak, Robin régi kolléganőjével, akit a Kapitány eljegyzett. A Kapitány biztosítja arról, hogy közte és Lily közt nem történt semmi, és Lily csak a vécéjét használta, ahol egy margaréta volt virágcserépben. Ted kihasználja az alkalmat, és "nyomozó képességeivel" kikövetkezteti, mit tehetett Lily, az alapján, amit az elmúlt napokban csinált. Arra jut, hogy biztosan dohányzott, és a cserépben kell lennie egy csikknek.
Hatalmas döbbenetükre nem az, hanem egy pozitív terhességi teszt van benne. Lily már a vonaton is érezte, hogy valami nem stimmelt, ezért Linus csak alkoholmentes italokat hozott neki egész hétvégén. Visszamennek a fogadóba, ahol Marshall közli Lilyvel, hogy tud a terhességről, és hogy utazzanak Olaszországba, és valósítsák meg az álmát. Közben Robin bemutatja Barneyt Genevive-nek, aki konstatálja, hogy Barney ölelkezős, ellentétben az apjával, amit Robin megnyugodva vesz tudomásul.
Egy évvel előreugorva a történetben láthatjuk, hogy mindannyian Olaszországban vannak: Marshall, Lily, Marvin, Marshall anyja és Lily apja, és a kis Margaréta, akit az után a virág után neveztek el, aminek a cserepében megtalálták a terhességi tesztet.

## Kontinuitás
- Lily a "Szünet ki" című rész végén tűnt el, és a "Napfelkelte" című epizódban tért vissza.
- Marshall korábban már kétszer is fogott kardot a kezében, mindkétszer azzal a karddal, amit Teddel szereztek. ("A párbaj", "Először New Yorkban")
- Lily "A legutolsó cigi" és a "Nagy napok" című részek között hagyta abba a dohányzást.
- Kevin teóriája arról, hogy az emberek olyan párt választanak, akik hasonlítanak a szüleikre, ismét beigazolódni látszik, mint a "Noretta" című részben.
- Ted a "Mit lépsz? Most!" fordulatot használja, mint Bilson az "Élet a gorillák között" című részben.
- A Mosby-fiúk ismét felemlegetésre kerülnek.
- Marshall ismét használja a "Hé, tesó! Ne edd meg az összes hagymakarikát!" mondatot, az egyetlent, amit – elvileg – olaszul tud.